# Maurice d'Oldenbourg
Pour les articles homonymes, voir Oldenbourg (homonymie).
Maurice d'Oldenbourg, nommé également Maurice ou Moritz III d'Oldenburg († 1368 Coldewärf près de Blexen) prélat membre de la maison d'Oldenbourg qui fut archevêque élu puis administrateur de archevêché de Brême

## Biographie
Maurice est un des fils de Jean II d'Oldenbourg, comte d'Oldenbourg, et de sa première épouse Elisabeth de Brunswick-Lünebourg. Devenu chanoine de Brême dès 1337, il devient le doyen du chapitre de chanoines de son oncle, l'archevêque malade Othon d'Oldenbourg (de) et assume de facto administration de l’archevêché. Après sa mort probablement en janvier 1348, le chapitre de chanoine de la cathédrale l'élit comme successeur, ce qui est réfuté par le Trésorier de Hambourg  Albert Albert von Merleberg  qui n'avait pas participé au vote. Dans ce contexte le pape Clément VI lui préfère Gottfried d'Arnsberg (de), l'évêque d'Osnabrück et lui accorde le pallium. Le conflit entre les deux prétendants tourne à son désavantage et battu militairement, il  doit par un accord de paix du 12 septembre 1350 renoncer à la dignité d'archevêque, mais il demeure coadjuteur de l'archevêché et donc y exerce le pouvoir réel comme administrateur.
De 1351, un conflit éclate entre la ville hanséatique de Brême et les comtes de Hoya du fait de l'initiative de la cité de Brême, dont la population avait considérablement diminué à la suite de l'épidémie de peste noire, de favoriser l’émigration des habitants de la campagne environnante notamment d'anciens serfs qui obtenaient ainsi la liberté et le titre de citoyens de Brême après au bout d'un an. En 1356, le comte de Hoya exige qu'une partie de ses sujets devenus des citoyens libres lui soit restitué car leur disparition avaient fragilisée 
les zones agricoles de ses terres elles aussi touchées par la peste. Brême refuse la demande d'extradition de Hoya, ce qui déclenche un conflit. Maurice comme administrateur de l'Archevêché, doit faire face au comté Hoya mais aussi à son allié le duc Guillaume Ier de Juliers. Le 20 juin 1358 les forces de  Brême perdent un combat sur la rivière Aller. 150 citoyens, dont huit des douze conseillers, sont capturés. Les montants de rançons que doit payer la ville de  Brême au comte d'Hoya, conduit en 1359 à la faillite de Brême.
Après le retrait de Gottfried d'Arnsberg ses fonctions en 1359 ou 1360 le Guelfe Albert II de Brunswick (de), fils du duc Magnus Ier de Brunswick-Wolfenbüttel, est nommé archevêque de Brême à l'instigation du comte  Gérard III de Hoya (de). Maurice ne fait pas le poids face à Albert II soutenu par le Brunswick, il renonce à sa fonction d'administrateur et se contente du château de Hagen à Brême (de).
En 1368 Maurice est impliqué dans une campagne militaire menée par la ville de Brême alliée au comté d'Oldenbourg, contre  les Frisons de Butjadingen. La campagne se termine par une défaite catastrophique à Coldewärf le 20 juillet 1368. En plus de dix conseillers de Brême Maurice et son neveu Gérard sont parmi les quatre membres de la maison des comtes d'Oldenbourg qui ont été tués dans cette bataille par les Frisons.